# Kermit Murdock
Kermit Murdock (* 20. März 1908 in Pittsburgh, Pennsylvania; † 11. Februar 1981 in Tenafly, New Jersey) war ein US-amerikanischer Schauspieler.

## Leben
Kermit Murdock begann seine Karriere als Theaterdarsteller. Schon Ende 1931 hatte er seine ersten Auftritte am Broadway. In den 1940er Jahren wurde er verstärkt in Radioserien eingesetzt. So hatte er mehrere Auftritte in der erfolgreichen Science-Fiction-Serie X Minus One und eine Hauptrolle in der kurzlebigen Serie The Whisper Men.
Seine Karriere in Film und Fernsehen startete erst in den späten 1950er Jahren. Ab 1961 spielte er in sechs Folgen der Serie Preston & Preston den Staatsanwalt Frank Larkin. 1969 war er – ebenfalls als Ankläger – in Portal in die Vergangenheit, der vorletzten Folge der Serie Raumschiff Enterprise, zu sehen. Außerdem hatte er Gastauftritte in Serien wie Der Chef, High Chaparral, Alias Smith und Jones, Kung Fu, Owen Marshall – Strafverteidiger oder Reich und Arm. Kermit Murdock hatte nur wenige Filmauftritte. Bereits 1961 hatte er eine Rolle in dem Fernsehfilm Give Us Barabbas!. Seine wichtigsten Rollen waren wohl die des Bankdirektor Henderson in In der Hitze der Nacht und die des Dr. Robertson in Andromeda – Tödlicher Staub aus dem All. In Einst kommt der Tag... spielte er Hoyt III. 
Kermit Murdock wurde unter anderem von Franz Nicklisch und Gernot Duda synchronisiert.

## Filmografie (Auswahl)
Da Kermit Murdock fast ausschließlich in Serien aufgetreten ist, sind alle Einträge Serienauftritte falls nicht anders angegeben.
- 1961: Give Us Barabbas! (Fernsehfilm)
- 1961–1963: Preston & Preston (The Defenders, 6 Folgen)
- 1962–1965: The Nurses (5 Folgen, 5 Rollen)
- 1967: In der Hitze der Nacht (In the Heat of the Night, Kinofilm)
- 1967: Wettlauf mit dem Tod (Run for Your Life, Folge 3x06)
- 1969: Raumschiff Enterprise (Star Trek, Folge 3x23)
- 1969–1971: The Bold Ones: The Lawyers (3 Folgen, 3 Rollen)
- 1970: Twen-Police (The Mod Squad, Folge 2x21)
- 1970: Einst kommt der Tag… (On a Clear Day You Can See Forever, Kinofilm)
- 1971: Andromeda – Tödlicher Staub aus dem All (The Andromeda Strain, Kinofilm)
- 1971: The Bold Ones: The Senator (Folge 1x06)
- 1971: High Chaparral (The High Chaparral, Folge 4x16)
- 1971: Der Chef (Ironside, Folge 5x01)
- 1971: Mary Tyler Moore (The Mary Tyler Moore Show, Folge 2x07)
- 1971: Alias Smith und Jones (Alias Smith and Jones, Folge 2x13)
- 1973: Kung Fu (Folge 1x03)
- 1973: Owen Marshall – Strafverteidiger (Owen Marshall, Counselor at Law, Folge 3x08)
- 1975: Harry O (Folge 2x11)
- 1976: Der Preis der Macht (Captains and the Kings, Folge 1x03)
- 1977: Reich und Arm (Rich Man, Poor Man, Folge 1x18)